# ده خلیل (غور)
ده خلیل روستایی در ولسوالی مرغاب ولایت غور در کشور افغانستان است. باشنده ها آن تاجک اند وبه زبان فارسی صحبت می کنند. 